# Amos Kimunya
Amos Kimunya (né le 6 mars 1962) est un homme politique kényan. Il fut ministre des Finances entre le 14 février 2006 et le 8 juillet 2008.

## Biographie
Amos Kimunya est né le 6 mars 1962 à Kiambu. Il a étudié à l'Université de Nairobi.